# Fjätälven (ekopark)
Fjätälven är en 7 800 hektar stor ekopark 20 km nordöst om Särna i Dalarna, invigd 26 augusti 2014.
Ekoparken följer till stora delar en outbyggd älv med samma namn, ett av Österdalälvens största biflöden. En av anledningarna till att älven ändå klarat sig undan vattenkraftsutbyggnad tros vara att den inte har några riktigt stora vattenfall, utan bara många små. Området är rikt på fisk och svamp. En av världens dyraste svampar, goliatmusseron, som är efterfrågas för sin kryddiga smak i bland annat Japan, växer här. Det finns även utter, björn, kungsörn, orkidén guckusko och varglav.
Sveaskog kommer att fortsätta att bedriva skogsbruk i naturområdet, men det mesta av marken kommer att bli helt eller delvis orörd. En stor skogsbrand härjade i det mesta av Fjätälven under den varma sommaren 1959. Militären kallades in och efter två veckor gav lågorna med sig. Spåren av elden kan fortfarande synas på många gamla tallar.